# ノックアウト

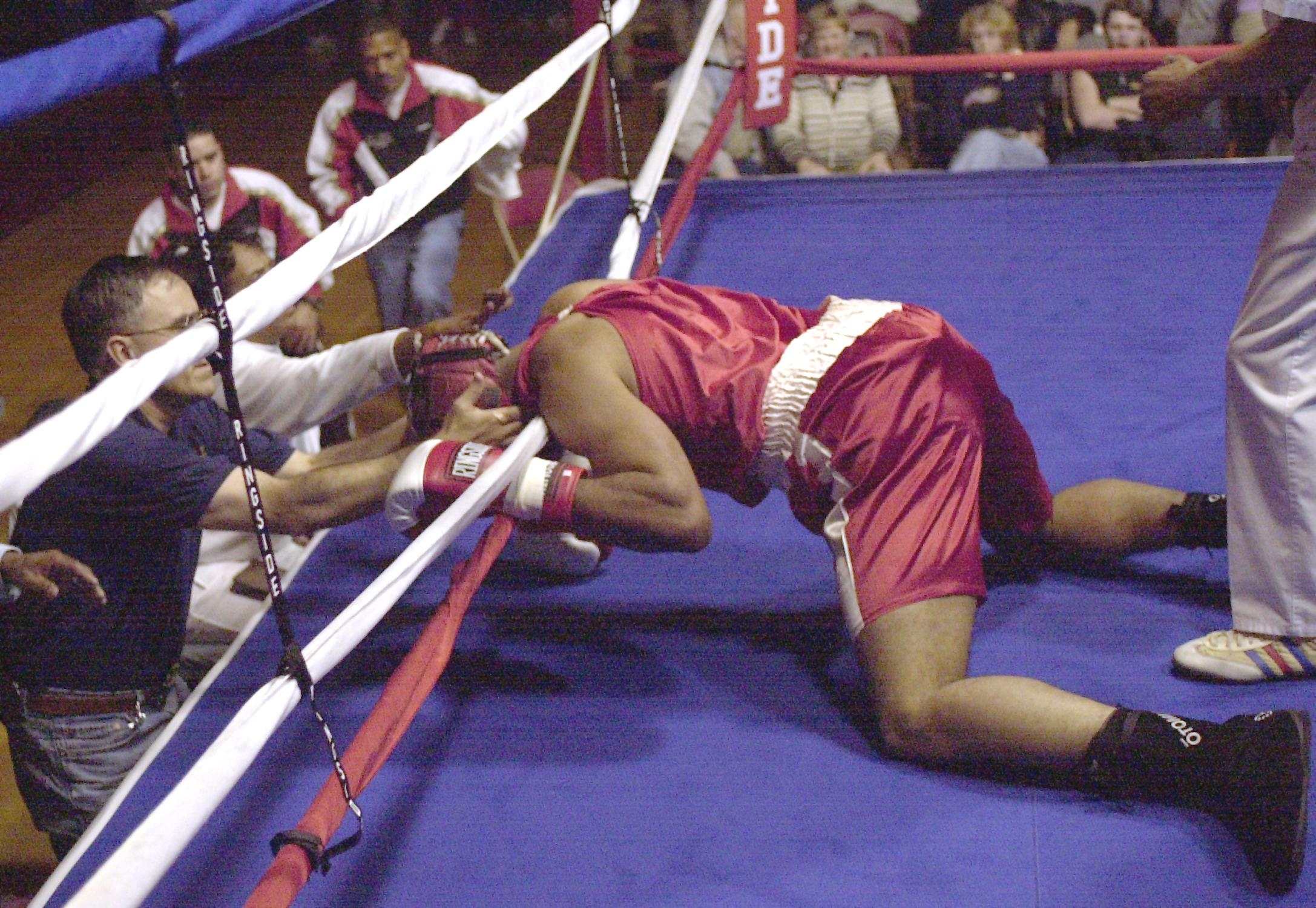
アマチュアボクシングでノックアウトされた選手

ノックアウト (knockout) は、ボクシングなどの格闘技で相手をノックダウン状態にしたままによって発生する勝利のことである。通称「KO」。

## ボクシング
ボクシングやキックボクシングの試合では、ノックダウン（以下「ダウン」）を宣告されてから、レフェリーが10秒数え終える前に立ち上がってファイティングポーズを取れない場合にノックアウト（以下「KO」）が宣告され、試合を終了させる。これを10カウント制という。ダウン以外にもラウンド開始後に10カウントを数えて選手が試合に入らない場合にはKOとなる。カルロス・モンソンにホセ・ナポレスが挑んだミドル級タイトルマッチでは、7ラウンド開始のゴング後にナポレスがダメージ蓄積で試合に入れず、KOが宣告された。
ただし、近年は選手のダメージが大きい場合、10秒数え終える前にレフェリーがKOを宣告し、試合終了を宣言する場合が多い。これは、リング禍を起こさないためである。そのため、レフェリーはダウンを宣告すると、選手の状態（足元がふらついていないか、意識を失っていないかなど）を確認する。10秒以内に立ち上がってファイティングポーズを取れたとしても、選手の負ったダメージが大きすぎるとレフェリーが判断した場合、KOを宣告し試合を終了させる。
また、規定の回数以上ダウンを宣告されると、自動的にKO負けを宣告されるルールを採用する団体もある。例えば、ボクシングの世界王座認定団体である世界ボクシング協会 (WBA)、キックボクシングの新日本キックボクシング協会、J-NETWORKは、1回のラウンドで3回ダウンを宣告されると、その時点でKO負けを宣告する「3ノックダウン制」を採用している。
一方で、世界ボクシング評議会 (WBC)、国際ボクシング連盟 (IBF)、世界ボクシング機構 (WBO) とアメリカ合衆国のボクシングは、ダウンの回数に関係なく、ダウンした選手のダメージ量を見て、KO負けにするか続行させるかを判定する「フリーノックダウン制」を採用している。
K-1の場合は、ワンマッチにおいては「3ノックダウン制」を採用しているが、トーナメントでは2度のダウンでKO負けとなる「2ノックダウン制」を採用している。ただし、トーナメント決勝戦はワンマッチ同様「3ノックダウン制」である。また、日本ボクシングコミッション (JBC) では2015年までは「3ノックダウン制」（4回戦は「2ノックダウン制」）を採用していたが、2016年より「フリーノックダウン制」に移行した。なお、団体やルールによっては、カウントを5秒に短縮する場合もある。
レフェリーやドクターが試合を止めた場合、あるいはセコンドが棄権の意思表示をした場合はテクニカルノックアウト (TKO) と呼ぶ。特にレフェリーが止めた場合はレフェリーストップ、医師が止めた場合はドクターストップと呼ぶ。棄権の意思表明は、白いタオル投入によりなされるが、WBCなどタオル投入をルール上禁止し、他の手段での意思表明を必要としている団体もある。ラウンド間のインターバル中にセコンドが棄権の意思表示をしたため次のラウンドに入らず試合終了となった場合はレフェリーテクニカルデシジョン (RTD) と呼ぶ。
両者ともにノックダウンとなって立ち上がれない場合はダブルノックアウトと呼び、引き分けとなる。
相手の攻撃によってリングの外に出された場合、レフェリーは20カウントを数え、それまでにリングに戻れなければノックアウト負けとなる。これはリングアウトと呼ぶ。
アマチュアボクシングでは、KOのほかに、プロボクシングのTKOに相当するものとしてレフェリーストップコンテスト (RSC) がある。RSCは、選手がカウント内に立ち上がったものの、「ダメージが甚大である」「規定のダウン数を超えた」「実力差が甚だしい」「負傷により、レフェリーまたはドクターが、試合続行不能と判断した」などの場合に適用される。特にレフェリーによって、頭部へのダメージが大きいと判断された場合には、RSCのバリエーションであるRSCH (H = Head) が適用される。
コンピュータ採点（5人の審判で押しボタン投票を行ない過半数で有効打と判定されたら1点）を採用している試合では、15点差が付くとRSCのバリエーションとしてRSCO (Referee Stop Contest Outclass) が適用される。野球での点差によるコールドゲームやアマチュアレスリングでのテクニカルフォールと同義。

## その他の格闘技
総合格闘技でもKO決着は存在するが、倒れた相手に対する加撃が認められるゆえ、それが行われるかダウンした時点でレフェリーストップに至るため、10カウントに入ることは滅多にない。アマチュアの総合格闘技ではグラウンドパンチを禁止していることが多いため、スタンドからの打撃によるダウンはボクシング同様にダウンカウント方式を採用している。
プロレスにも10カウント制のKO決着はルール上存在するが、3カウント制のフォール勝ちがあるため、レスラーは一般的に3カウントを狙うことから、通常の試合ではKO決着はほとんど見られない（ダブルノックアウトはたびたび見られる）。しかし、ロープブレイクなどの状態で倒れたままとなり、相手選手のフォールがカウントされない場合、ノックアウトのカウントが取られる場合がある。また、国際プロレスで行われていた金網デスマッチでは、10カウントKO（フォールして3カウント後に、さらに10カウント）とギブアップしか決着をつけなかったほか、アメリカのプロレス団体WWEには、フォールもギブアップもなく、10カウントKOのみで試合を決するラストマン・スタンディング・マッチという形式の試合が存在する。1975年に全日本プロレスで行われたジャイアント馬場対フリッツ・フォン・エリック戦はこのルールで行われ、「テキサス・デスマッチ」と称された。
ミャンマーなどで盛んなラウェイでは、10カウント自体は同じだが、カウントが2秒ごとに行われる（つまり20秒ダウンでノックアウトとなる）ほか、一定の条件下でダウン中のタイムアウト（休憩）が認められるなど、やや特殊な運用がなされている。

## 野球
野球では、マウンド上の投手(特に先発投手)が登板早々に大量失点するなどして別の救援投手と交代しベンチに降板することをノックアウト (KO) と呼ぶ。この際、交代したイニングと失点数とを合わせて「○回x失点KO」という表現で呼ばれる。
プロ野球では先発投手が勝利投手の権利が得られる5回を投げきれずに失点を重ねてベンチに降板するようなケースを指すことや、主に勝ちパターンのリリーフ投手がリードを守れず降板するようなケースを指すことが多く、失点が少ないながら様々な事情で5回未満に交代するケースや負傷や危険球退場などのアクシデントによる交代はKOとは呼ばないことが多い。クオリティ・スタートの実質的な対義語である。類義語として、大量失点による投手交代を「炎上」と呼ぶこともあり、「○回x失点炎上」などと表現される。
ファンによる応援では、自チームの攻撃中に「KO! KO! ◯◯（相手チーム名）」とコールする場合がある。東京ヤクルトスワローズ、阪神タイガース、オリックス・バファローズなどで見られる。